# Glashütten (Baviera)
Glashütten è un comune tedesco di 1 485 abitanti, situato nel land della Baviera.